# Āhak Kūreh
Āhak Kūreh (persiska: آهک کوره, Āhak Kalān) är en ort i Iran.   Den ligger i provinsen Gilan, i den nordvästra delen av landet, 270 km nordväst om huvudstaden Teheran. Āhak Kūreh ligger 20 meter över havet och antalet invånare är 593.
Terrängen runt Āhak Kūreh är platt åt nordost, men åt sydväst är den kuperad.Runt Āhak Kūreh är det tätbefolkat, med 493 invånare per kvadratkilometer. Närmaste större samhälle är Māsāl, 3,2 km sydväst om Āhak Kūreh. Trakten runt Āhak Kūreh består till största delen av jordbruksmark.